# أنجيلكا فوينتيس
أنجيلكا فوينتيس (بالإسبانية: Angelica Fuentes)‏ هي سيدة أعمال مكسيكية، ولدت في 2 فبراير 1963 في سيوداد خواريز في المكسيك.